# Bohumil Hlavička
Bohumil Hlavička (* 4. července 1935) je český politik, po sametové revoluci československý poslanec Sněmovny národů Federálního shromáždění za Občanské fórum, později za Občanské hnutí, od 90. let dlouhodobý starosta Černé Hory na Blanensku.

## Biografie
Ve volbách roku 1990 zasedl do české části Sněmovny národů Federálního shromáždění (volební obvod Jihomoravský kraj) za OF. Po rozkladu OF v roce 1991 přešel do poslaneckého klubu Občanského hnutí. Ve Federálním shromáždění setrval do voleb roku 1992.
Profesně působil jako konstruktér, roku 1990 se stal starostou obce Černá Hora. V komunálních volbách roku 1994 byl zvolen do zastupitelstva Černé Hory a mandát obhájil v komunálních volbách roku 1998, komunálních volbách roku 2002, komunálních volbách roku 2006 i komunálních volbách roku 2010. Starostenský post zastával do roku 2010. Stranicky je trvale uváděn jako nestraník.